# Ten (län)

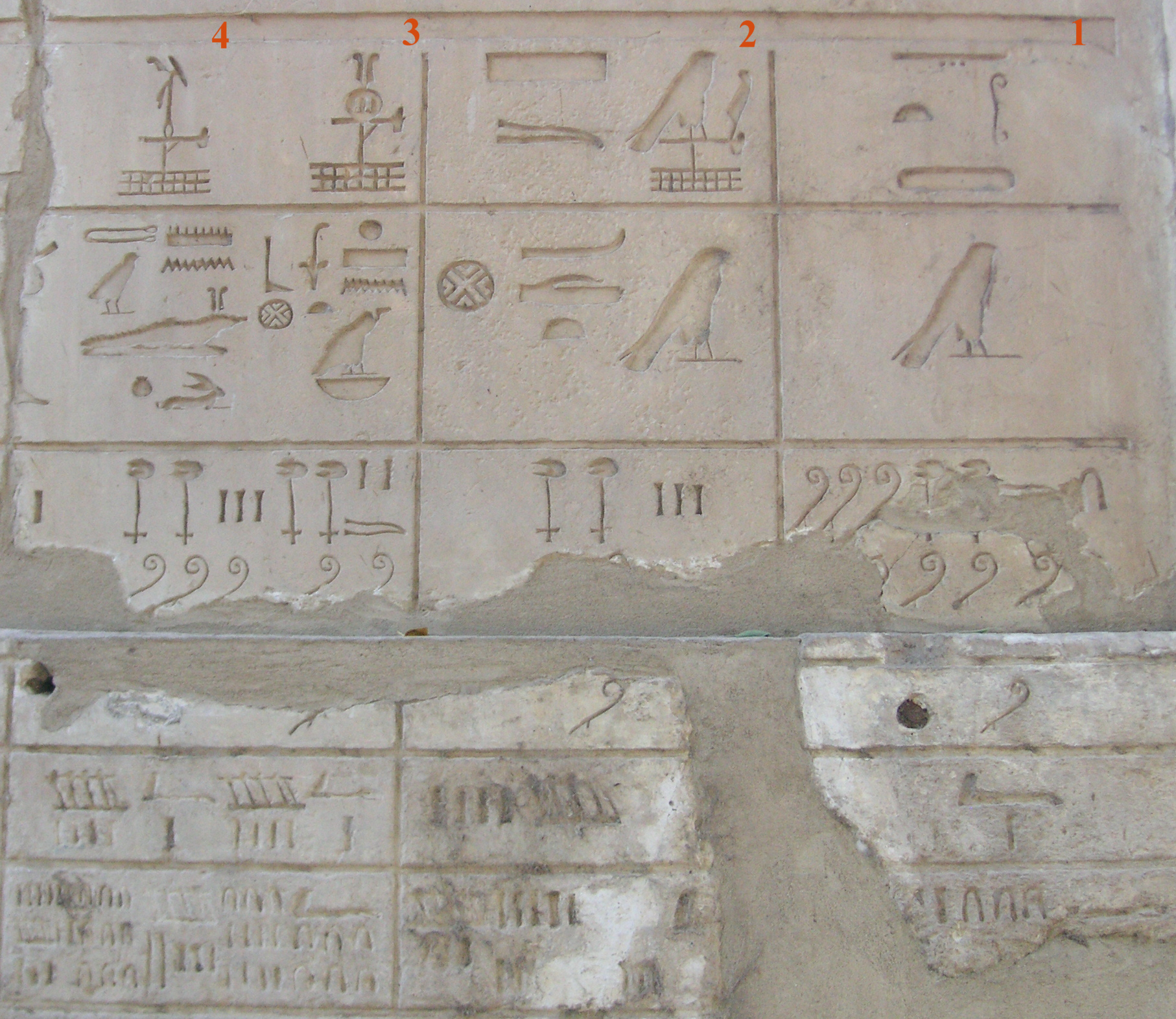
Ten, län 3 på "Vita kapellets" vägg i Karnak.

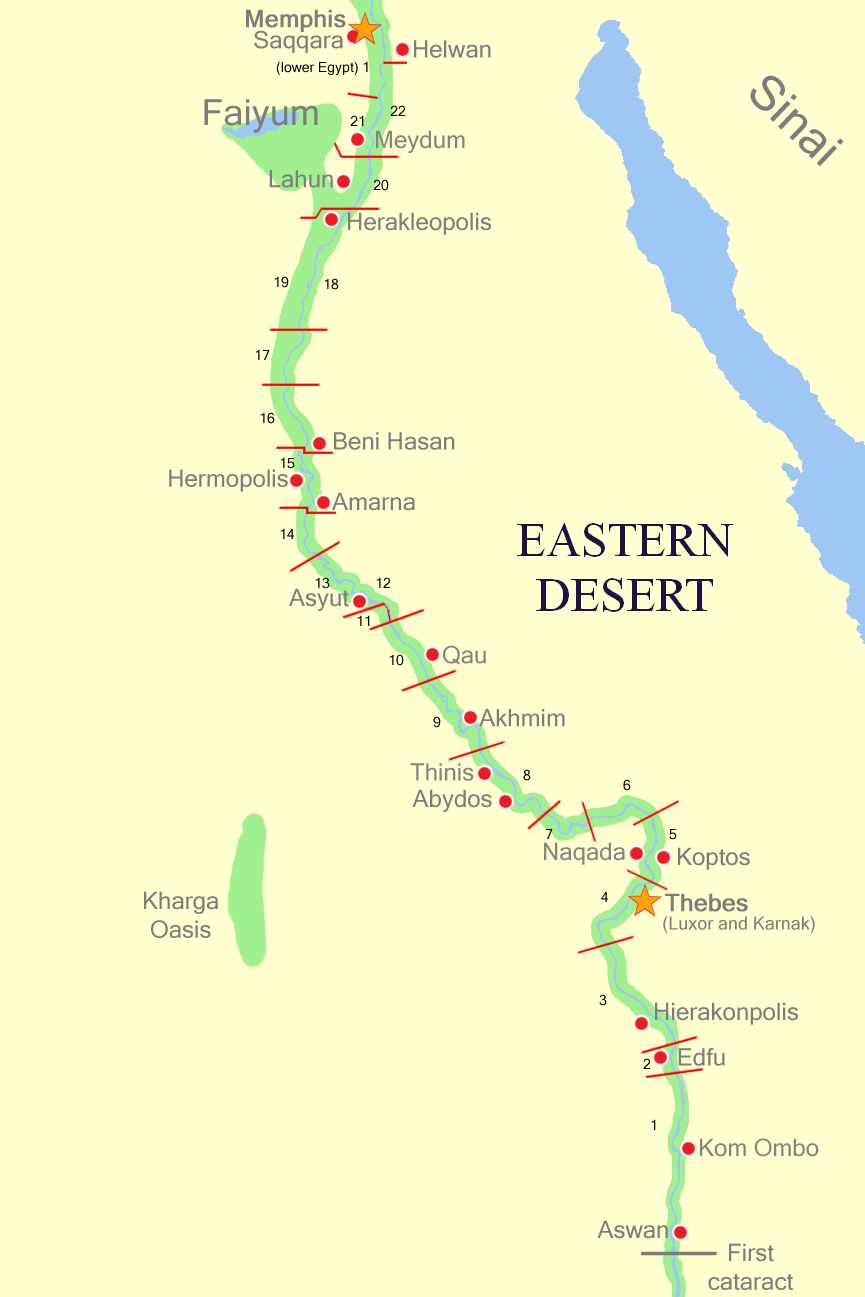
Lägeskarta över nomoi i Övre Egypten.

Ten ("Landsbygden", även Nechen) var ett av de 42 nomoi (länen) i Forntida Egypten.
| H6 | H6 · O48 · R12 · N24 |

Ten med hieroglyfer.

## Geografi
Ten var ett av de 22 nomoi i Övre Egypten och hade nummer 3.
Länets yta var cirka 2 cha-ta (cirka 5,5 hektar, 1 cha-ta motsvarar 2,75 ha) med en längd om cirka 2,5 iteru (cirka 21 km, 1 iteru motsvarar 10,5 km).
Niwt (huvudorten) var först Nekhen/Hierakonpolis (dagens El-Kab) och övriga större orter var Nekheb/Eleithyiaspolis (dagens Kom al-Ahmar) och Junyt/Latopolis (dagens Esna) som även blev huvudort senare.

## Historia
Varje län styrdes av en nomark som officiellt lydde direkt under faraon.
Varje Niwt hade ett Het net (tempel) tillägnad områdets skyddsgud och ett Heqa het (nomarkens residens).
Länets skyddsgud var Horus av Nekhen och bland övriga gudar dyrkades Anuket, Hathor, Khnum, Neith, Nekhebet, Satis och Sebek.
Idag ingår området i guvernementet Qena.